# Nikopol (Ucrânia)
Nikopol (em ucraniano:   Ні́кополь, em russo:   Ни́кополь) é uma cidade da Ucrânia, situada no Oblast de Dnipropetrovsk. Tem 59 km² de área e sua população em 2020 foi estimada em 109.122 habitantes.